# Zwangsbett

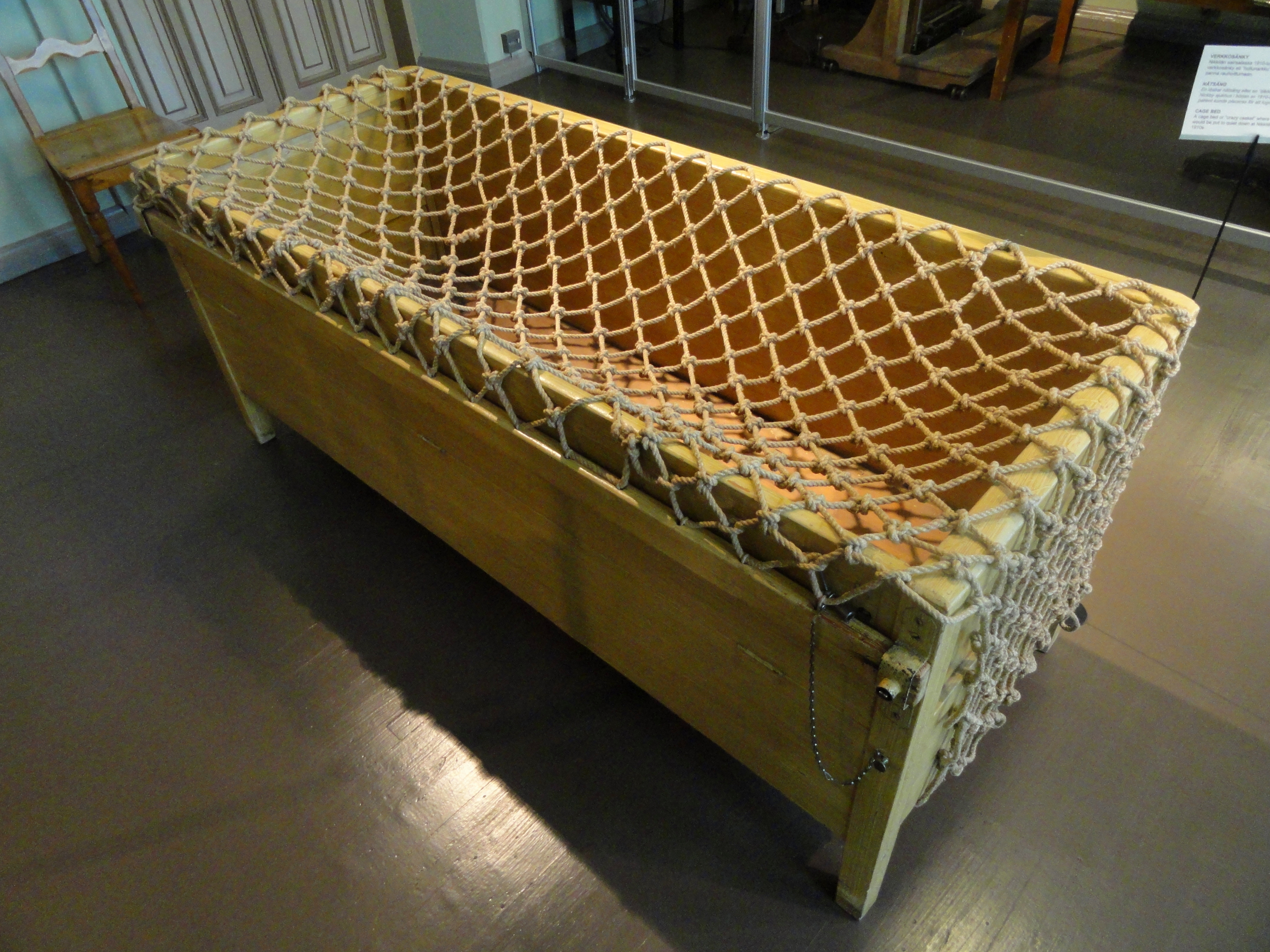
Netzbett für Geisteskranke, Schweden, 1910

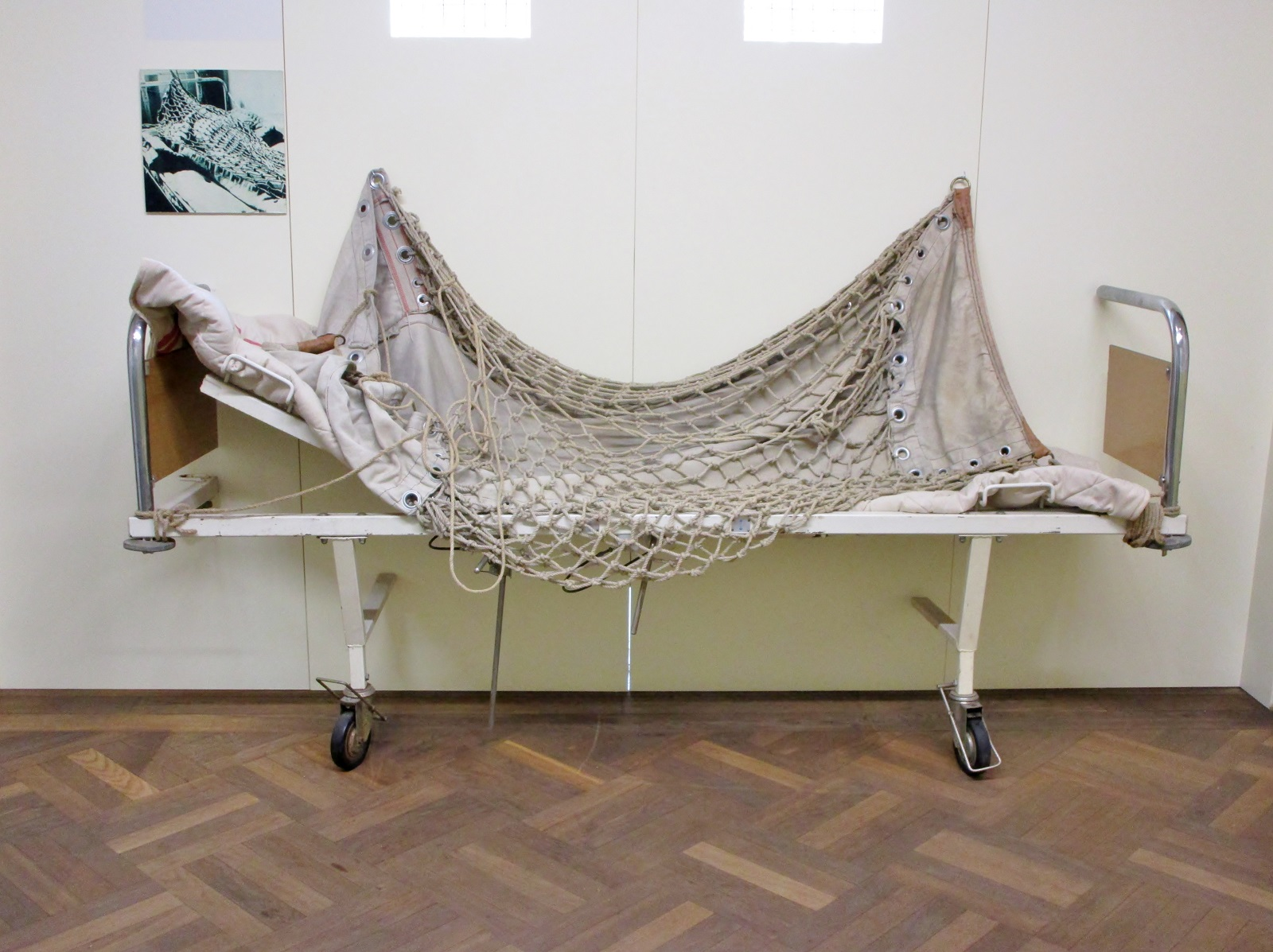
Neuere Variante eines Krankenbetts mit Netz

Das Zwangsbett war eine somatotherapeutische Maßnahme in der klinischen Psychiatrie. Moderne Varianten werden als Psychiatrisches Intensivbett (PIB) bezeichnet. 
Es handelte sich um ein Bett, das mit Vorrichtungen zur körperlichen Fixierung des Patienten versehen war. Dabei konnte dem zusätzlich eine Zwangsjacke angelegt werden. Ein Schlitz oder ein Drahtgitter erlaubte die Entleerung.
1909 erregte ein Fall Aufsehen, wo ein Patient einen Monat lang fixiert blieb, weil der Assistenzarzt im Urlaub gewesen war.
Historische Zwangsbetten befinden sich als Exponate unter anderem im Psychiatriemuseum Haina und im Folterinstrumente- und Gerichtsmuseum im Gravensteen zu Gent.
Eine weitere Variante sind Betten, die nach oben hin mit einem Gitter, Holzrost oder einem Netz (Netzbett) versehen sind, wie das abgebildete Krankenbett mit Netz, das im Sächsischen Psychiatriemuseum in Leipzig zu sehen ist. Sie sind auch heute noch in Gebrauch. Auch Ausführungen von Babybetten werden oft als „Netzbett“ bezeichnet, obwohl dort das oben abdeckende Netz fehlt.